# 케빈 키건
케빈 키건(영어: Kevin Keegan, OBE, 1951년 2월 14일 ~ )은 잉글랜드의 축구 선수이자 감독이다.
1970년대와 1980년대에 선수로 맹활약하던 때, 키건은 "대중 매체의 관심을 끄는 법을 안 첫 번째 잉글랜드 선수"라는 평을 받았다. 키건은 1968년 스컨도프에서 프로 생활을 시작해 1971년 디비전 1의 리버풀로 이적했다. 리버풀에서 키건은 디비전 1을 세 번 우승했고, UEFA컵을 두 번, FA컵과 유러피언 컵을 한 번씩 우승했다.
1972년에는 첫 잉글랜드 국가대표팀에 발탁되었고, 1977년 여름에는 서독 1부 리그의 함부르크로 이적했다. 1978년과 1979년 키건은 함부르크 소속으로 뛰면서 발롱도르(유럽 올해의 축구 선수)를 수상했고, 1987-1988시즌 푸스발-분데스리가 우승을, 그 다음 시즌에는 유러피언 컵 결승 진출에 공헌한다. 이 시즌이 끝난 후 키건은 사우샘프턴로 이적했고, 두 시즌을 보낸 다음 2부 리그에 있던 뉴캐슬 유나이티드로 이적한다. 1년 후 키건은 뉴캐슬이 승격하는데 일조하고, 1984년 프로축구에서 은퇴를 선언한다. 잉글랜드 대표로서는 63경기를 출장하고 21골을 넣은 상태였다.
1992년 뉴캐슬 유나이티드의 감독으로서 2부 리그에 있던 클럽을 1부 리그로 끌어올리는데 성공한 후 공격적인 축구를 선보이며 1990년대 중반 뉴캐슬 유나이티드의 전성기를 이끌었다. 1995-96 시즌에 뉴캐슬은 시즌 내내 1위를 고수하다가 막판에 집중력을 잃어 맨체스터 유나이티드에게 우승 컵을 내주고 준우승을 하게 된다. 풀럼에서 잠시 감독을 맡았고 1999년 잉글랜드 국가대표팀 감독을 수락하는데 2000년 구(舊) 웸블리 스타디움에서 열린 마지막 경기인 독일과의 2002년 FIFA 월드컵 유럽 지역 예선 경기에서 패하자 사임한다.
2001년에는 맨체스터 시티 감독으로 임명되었고, 4년 후인 2005년에 사임했다. 2008년 1월 뉴캐슬의 감독으로 돌아오기 전 거의 3년간을 축구계에서 떠나있었는데 뉴캐슬에서도 운영진과의 불화가 있은 다음 2008년 9월 14일에 사임을 선언하며 8개월 간의 짧은 임기를 마쳤다.
2011년 3월, 키건은 엔파워가 주최한 프로그램인 '너의 목표(Goal)는 뭐니'의 11명 전문가 중 하나로 선정되었다. '너의 목표는 뭐니'는 12세부터 16세의 청소년들의 진로탐색을 돕기 위해 11개 분야의 전문가들이 이 청소년들을 도와주는 프로그램이다.

## 수상 경력

### 선수

#### 리버풀
- 풋볼 리그 1부: 1972-73, 1975-76, 1976-77
- FA컵: 1973-74
- FA 채리티 실드: 1974, 1976
- 유러피언 컵: 1976-77
- UEFA컵: 1972-73, 1975-76

#### 함부르크
- 푸스발-분데스리가: 1978-79
- 유로피언컵 준우승 : 1979-80

#### 잉글랜드
- 브리티시 홈 챔피언십 : 1973, 1975, 1979, 1982

### 감독

#### 뉴캐슬 유나이티드
- 퍼스트 디비전 : 1992-93, 2001-02

#### 풀럼
- 세컨드 디비전 : 1998-99

#### 맨체스터 시티
- 퍼스트 디비전 : 2001-02

### 개인
- 발롱도르 : 1978, 1979
- 옹즈도르 : 1977, 1979
- 옹즈 다르장 : 1976, 1980
- PFA 올해의 선수: 1981-82
- PFA 올해의 팀 : 1975-76, 1976-77, 1981-82
- 세컨드 디비전 올해의 팀 : 1982-83, 1983-84
- FWA 올해의 선수: 1975-76
- 북동부 FWA 올해의 선수 : 1983, 1984
- 키커 분데스리가 올해의 팀 : 1977–78, 1978–79, 1979–80
- 옹즈도르 올해의 팀 : 1976, 1977, 1979, 1980
- 사우스햄튼 올해의 선수 : 1981-82
- 뉴캐슬 올해의 선수 : 1982-83, 1983-84
- 프리미어리그 이 달의 감독 5회
- 대영 제국 훈장 4등급(OBE) 수훈: 1982[1]
- 잉글랜드 축구 명예의 전당 : 2002
- 콥들을 놀라게 한 선수 100인 - 8위
- FIFA 100 : 2004

#### 발롱도르
- 1976 - 4
- 1977 - 2
- 1978 - 1
- 1979 - 1